# Alfred Władysław Kurzawa
Alfred Władysław Kurzawa (ur. 3 listopada 1905 w Warszawie, zm. 7 lipca 1973) – polski duchowny baptystyczny, jeden z liderów Związku Zborów Słowiańskich Baptystów w Polsce oraz Kościoła Chrześcijan Baptystów w PRL.

## Życiorys
Od 1925 był sekretarzem Młodzieży Zjednoczenia Słowiańskich Baptystów w Polsce, a następnie wiceprezesem i prezesem tejże organizacji. W latach 1927–1930 kształcił się w Baptystycznym Seminarium Teologicznym w Łodzi, a następnie rozpoczął pracę kaznodziei zboru polskiego w Łodzi. Od 1931 był organizatorem i kaznodzieją zboru w Krakowie. W 1934 został ordynowany na prezbitera. W 1935 przeniósł się do Warszawy i podjął pracę w tamtejszym zborze przy ul. Wolskiej. W 1935 został powołany na sekretarza Naczelnej Rady Związku Słowiańskich Baptystów oraz sekretarza Wzajemnej Pomocy Baptystów. W latach 1936–1939 był także redaktorem naczelnym organu prasowego Kościoła, miesięcznika Słowo Prawdy. Przed wybuchem II wojny światowej wyjechał jako przedstawiciel Związku Słowiańskich Baptystów na kongres Światowego Związku Baptystycznego do Atlanty i tam też zastał go wybuch działań wojennych. Okres II wojny światowej spędził w USA, kształcąc się w Crozer Theological Seminary w Chester, Andover Newton Theological School, Newton Center oraz na Uniwersytecie Harvarda (uzyskał tam tytuł magistra teologii). Jesienią 1946 powrócił do Polski i podjął się organizacji kursów teologicznych, a następnie Seminarium Teologicznego Polskiego Kościoła Chrześcijan Baptystów, z siedzibą w Malborku, którego był rektorem w latach 1947–1950. Był także w latach 1952–1954 prezbiterem zboru w Łodzi, a w latach 1948–1949 ponownie redaktorem naczelnym Słowa Prawdy. Od 1962 był członkiem Naczelnej Rady Kościoła Chrześcijan Baptystów w PRL. W 1970 emigrował do USA gdzie zmarł w 1973.